# Ołeh Feszczukow
Ołeh Borysowycz Feszczukow, ukr. Олег Борисович Фещуков, ros. Олег Борисович Фещуков, Oleg Borisowicz Fieszczukow (ur. 23 października 1954) – ukraiński piłkarz i trener piłkarski.

## Kariera piłkarska
W 1975 występował w klubie Dinamo Kiszyniów.

## Kariera trenerska
Karierę szkoleniowca rozpoczął po zakończeniu kariery piłkarza. Od 1990 do 1991 pomagał trenować SKA Kijów, a na początku 1992 został mianowany na stanowisko głównego trenera wojskowego klubu, który po uzyskaniu niepodległości przez Ukrainę otrzymał nazwę ZS-Orijana Kijów, którym kierował do końca 1992.